# Get Into It
Get Into It (em português: Chegar a Ele) é o primeiro álbum do rapper Cazwell. É um miniálbum com 8 faixas bônus. Cópias compradas de seu site oficial também podem ser autografadas por ele, se o comprador escolher.
Pra comemorar o lançamento, Clubplanet fez uma festa de lançamento do mesmo. O rapper Cazwell comemorou o lançamento do mini-álbum com uma performance ao vivo, apresentando Avenue D e Amanda Lepore que também contribuiu para o álbum.

## Lista de faixas
1. "I Buy My Socks on 14th St." (3:30)
2. "Watch My Mouth" (3:07)
3. "Sex That I Need" (3:47)
4. "All Over Your Face" (5:17)
5. "Do You Wanna Break Up?" (2:52)
6. "Getting' Over" (3:53)
7. "Get Into It" (feat. Amanda Lepore)|| 3:59

Bônus
1. "I Buy My Socks On 14th Street" (Old School Mix)" (3:24)
2. "All Over Your Face" (Extended Disco Vocal Mix) (5:20)
3. "All Over Your Face" (Funky Junction & Antony Reale Subliminal Reprise Twisted Dub Mix) (5:20)
4. "All Over Your Face" (Gomi's West 22nd Street Mix) (5:20)
5. "All Over Your Face" (Craig C Club Mix) (5:20)
6. "Watch My Mouth" (Instrumental) (3:06)
7. "The Sex That I Need" (Instrumental) (3:49)
8. "All Over Your Face" (Extended Disco Instrumental) (5:20)